# Souley Drame
Souleymane Drame Kamara (nacido el 19 de abril de 1980 en Ibadán, Nigeria) es un exjugador de baloncesto español, de origen nigeriano que ocupaba la posición de alero. Su carrera deportiva se inicia en las categorías inferiores del Joventut de Badalona, juega en el primer equipo del Joventut durante tres temporada, aunque con escasa participación. Después desarrollaría su carrera en las divisiones inferiores del baloncesto español.

## Integrante de los Juniors de Oro
Formó parte de la famosa generación de oro del baloncesto español, los Junior de Oro integrados por Raül López, Juan Carlos Navarro, Germán Gabriel, Felipe Reyes, Antonio Bueno, Pau Gasol, Carlos Cabezas o Berni Rodríguez, que consiguen proclamarse campeones de Europa en Varna 1998, campeones del Torneo de Mannheim 1998 y campeones del mundo júnior en Lisboa en el año 1999.
Al igual que Félix Herráiz, que tuvo que retirarse prematuramente por problemas de lesiones, Julio Alberto González que desarrolló toda su carrera en la liga LEB y Francesc Cabeza, que jugó también en LEB, Drame no pudo desarrollar una carrera sólida en ACB como otros compañeros de aquella selección.

## Carrera
Tras ser uno de los integrantes de los 'Juniors de Oro' de 1999, Drame vuelve a la Penya de la cesión al CB Sant Josep de Badalona de EBA para compaginar el 'B' con el primer equipo de ACB.
La 2000-01 se marcha cedido al CB Murcia de LEB para tener minutos en una liga competitiva y seguir desarrollándose.
A finales de la temporada vuelve de la cesión debido a la lesión de César Sanmartín y ya se quedará fijo en el primer equipo del club hasta 2004.
A pesar de ser una de las grandes promesas de la cantera y del baloncesto español, Drame no logra cumplir con las expectativas depositadas en él. Su mejor temporada en la Penya fue la 2001-02 donde logró algunas actuaciones de mérito pero sin llegar a coger regularidad. En su última temporada en el club quedó subcampeón de la Copa del Rey celebrada en Sevilla perdiendo la final contra el Baskonia. Coincide en el equipo con Rudy Fernández, Juan Alberto Espil o Manel Comas de técnico. 
La 2004-05 vuelve al CB Murcia de LEB pero no encuentra su sitio y abandona el equipo en abril. Se marcha al Melilla Baloncesto, equipo que luchaba por el ascenso a ACB regularmente. En Melilla cuaja una buena temporada volviendo a recuperar sensaciones y a final de la temporada ficha por el CB Ciudad de Huelva.
La 2006-07 vive su mejor temporada como profesional promediando 7,2 puntos por partido, 4,6 rebotes y 7,2 de valoración media. Juega los play-offs de ascenso a ACB con el Ciudad de Huelva, que buscaba volver a la máxima categoría del baloncesto español, con buenos números también aunque no lograrían finalmente subir quedando eliminados en semifinales.
La 2007-08 sigue a muy buen nivel pero el equipo no logra los objetivos deseados y tiene que abandonar Huelva por la desaparición del club debido a los problemas económicos que arrastraban. Allí vivió sus mejores campañas como profesional junto al año en Andorra.
En 2009 llega al CB Tarragona donde rendirá a buen nivel siendo un jugar muy importante en la rotación del equipo. También disputarán el play-off de ascenso a LEB Oro aunque de nuevo sin suerte. En el CBT coincidió con Berni Álvarez, Ferran Torres, Ramón Espuña y David Mesa, entre otros.
La 2009-10 aterriza en el River Andorra, otro candidato claro al ascenso a LEB Oro, pero otra vez vuelve a quedarse a la puertas en el play-off. Souley rinde a un gran nivel promediando 8,9 puntos, 5,7 rebotes y 11,2 de valoración por partido en temporada regular.
La 2010-11 se marcha rumbo al filial del FC Barcelona de LEB Plata donde firmará 6,2 puntos por partido, 3,5 rebotes y 6,3 de valoración media.
La 2011-12 jugó en el CB Sitges de EBA siendo un jugador clave en el equipo con medias de 7 puntos, 6,3 rebotes y 10 de valoración por partido.
Finalizó su carrera a los 32 años en el Arenys Bàsquet de Copa Catalunya.

## Trayectoria deportiva
- Cantera UE Mataró.
- Joventut Badalona. Categorías inferiores.
- 1996-98 Joventut Badalona Junior.
- 1998-99 EBA. Sant Josep Badalona.
- 1999-00 EBA. Joventut Badalona'B'.
- 1999-00 ACB. Joventut Badalona.
- 2000-01 LEB. CB Murcia. Cedido
- 2000-01 ACB. Joventut Badalona. Entra en abril por el lesionado César Sanmartín
- 2001-04 ACB. Joventut Badalona.
- 2004-05 LEB CB Murcia. Abandona el equipo en abril
- 2005-06 LEB Oro Melilla Baloncesto.
- 2006-07 LEB Oro CB Ciudad de Huelva.
- 2007-08 LEB Oro CB Ciudad de Huelva.
- 2008-09 LEB Plata CB Tarragona.
- 2009-10 LEB Plata River Andorra.
- 2010-11 LEB Plata FC Barcelona B.
- 2011-12 EBA CB Sitges
- 2012-13 Copa Catalunya Arenys Bàsquet

## Palmarés
Equipo
- 1994-95 y 1995-96 Campeonato de España Cadete. Joventut Badalona. Campeón.
- 2000-01 Campeonato de España sub-20. Joventut Badalona. Campeón.
- 2003-04. Joventut Badalona. Copa del Rey. Subcampeón
- 1998. Joventut Badalona. Torneo Junior de Hospitalet. MVP

Selección
- Campeón en el Torneo Albert Schweitzer, Mannheim, (Alemania), 1998.
- Campeón en el EuroBasket Sub-18 de Varna 1998.
- Campeón en el Mundial sub-19 de Lisboa 1999.
- Medalla de Bronce en el EuroBasket Sub-20 de Ohrid 2000.